# 하위헌스 (우주선)
하위헌스는 토성의 위성인 타이탄을 탐사하는 우주선이다. 카시니-하위헌스 안에 실려서 타이탄에 도착했으며, 이는 인류가 달 이외의 천체에 착륙시킨 인공물이 되었다. 이름의 어원은 크리스티안 하위헌스의 이름에서 '하위헌스'를 가져와 하위헌스가 되었다. 착륙해서 약 90분 동안 사진과 데이터 등을 보내다가 타이탄의 추위에 통신장비가 얼어버려서 통신이 끊겼다.

## 역사와 제작과정
최초로 합동 토성 탐사가 제안된 년도는 1982년이다. 두명의 유럽 과학자들은 토성 궤도선과 타이탄 탐사선을 합체하는 합리적인 합동 프로젝트를 제안하였고 1983년, NASA의 태양계 탐사 위원회(Solar System Exploration Committee)는 제안된 바와 같이 토성 궤도선, 타이탄 탐사선 프로젝트를 추진하였다. NASA와 유럽 우주국(ESA)은 1984년부터 채택될 가능성이 있는 이 프로젝트에 대한 공동 연구를 시작하였지만 채택 가능성이 없다고 여겨져 각각 1985년, 1986년에 연구를 종료했다. 그러나, 1987년에 NASA의 저명한 과학자이자 우주비행사 샐리 라이드는 논문, "NASA의 리더쉽과 우주에서 미국인들의 미래"에 카시니-하위헌스 프로젝트를 검토하고 옹호하는 내용을 담아 카시니 프로젝트에 대해 다시 관심이 모이게 되었다.
샐리 라이드의 논문은 카시니-하위헌스 탐사선 프로젝트를 NASA의 단독 프로젝트로 설명한 반면에, 1988년에 NASA의 우주 탐사 계획 승인부장인 랜 피스크는 다시 NASA과 ESA의 합동 프로젝트를 추진하였다. 그는 ESA에서 그와 같은 지위에 있는 로저 보넷에게 편지를 써 당시 유럽 항공우주국이 고민하고 있는 3개의 후보 프로젝트 중 하나인 카시니-하위헌스 프로젝트를 ESA가 이 택하면 NASA도 협조하겠다고 약속하며 강력히 권하였다.
랜 피스크가 편지를 쓴 이후 NASA는 플래그쉽 프로그램과 카시니 프로그램으로 연구팀을 만들었다. 그리고 유럽 우주국ESA와 ISA(이탈리아 우주국)도 NASA와 계약을 맺어 공동으로 만들자고 했고, 호라이즌 2000에 이 탐사선을 편입했다. 그 후 NASA는 카시니-하위헌스에 엄청난 예산을 지원했다. 이후 발사일까지 미국은 NASA와 JPL의 총관리 하에 부품을 개발하여 케이프 커내버럴로 옮겼고, 유럽에서 ESA와 아에로스파시알의 총관리 하에 부품을 개발하여 케이프커내버럴로 옮겼다. 부품 제작에서 CNES도 부품을 제공했다. 그 후, 케이프커내버럴로 이동한 뒤 조립하였다.

## 과학장비 (페이로드)
HASI:타이탄의 대기를 분석하는 장비다. 대기의 성분을 분석할 수 있으며 바람이나 타이탄의 기류 등도 측정할 수 있다. 또한 대기압과 온도도 측정할 수 있는데, 이 장비로 타이탄의 대기를 자세히 분석할 수 있었다. 여기에 음성 녹음기도 달려 있어 하강하는 동안 소리를 녹음할 수 있었다.
DWE:도플러 효과를 사용하여 타이탄의 기류와 풍속을 정확히 탐색하는 것이 목표다. 재는 도중 약간 오차가 생겼는데, 내려오면서 발생하는 기류가 이 장비의 풍속 측정에 영향을 줄 수 있다는 것이었다. 전에는 망원경으로 밖에 대기의 기류를 알 수 없었으나 하위헌스가 직접 착륙하여 타이탄의 바람을 직접 탐사할 수 있었다.
DISR:낙하할 때 사진을 보낼 카메라와 분광계를 같이 붙여 놓았다. 타이탄의 대기와 구름, 구성 성분 등을 고도 145km에서부터 분석하였다. 이 분석으로 타이탄의 대기를 자세히 알 수 있었다. 낙하 사진은 25km부터 촬영하였으며, 타이탄의 표면과 가까워지는 사진을 찍었다.
GC/MS:타이탄의 대기의 구성 성분과 대기의 특성을 조사하였다. 대기 말고도 타이탄의 표면의 물질도 조사하였다. 이 장비로 타이탄의 대기 구성과 표면 구성을 알 수 있었다.
ACP:타이탄 대기의 미세먼지와 돌 조각 등을 흡입해서 낮은 곳에서 쓰는 필터와 높은 곳에서 쓰는 필터 2개를 거친 후 필터링하여 샘플을 가열한 뒤 복잡한 유기물을 분해했다. 그리고 GC/MS로 보냈다. ESA가 개발하였다.
SSP:타이탄의 표면의 종합적인 특성을 탐구하는 장치이다. 타이탄의 땅은 액체 메탄과 흙이 함께 있다는 것을 알아냈으며, 주변의 파도소리, 음속, 바람소리 등도 알아내었다.

## 발사

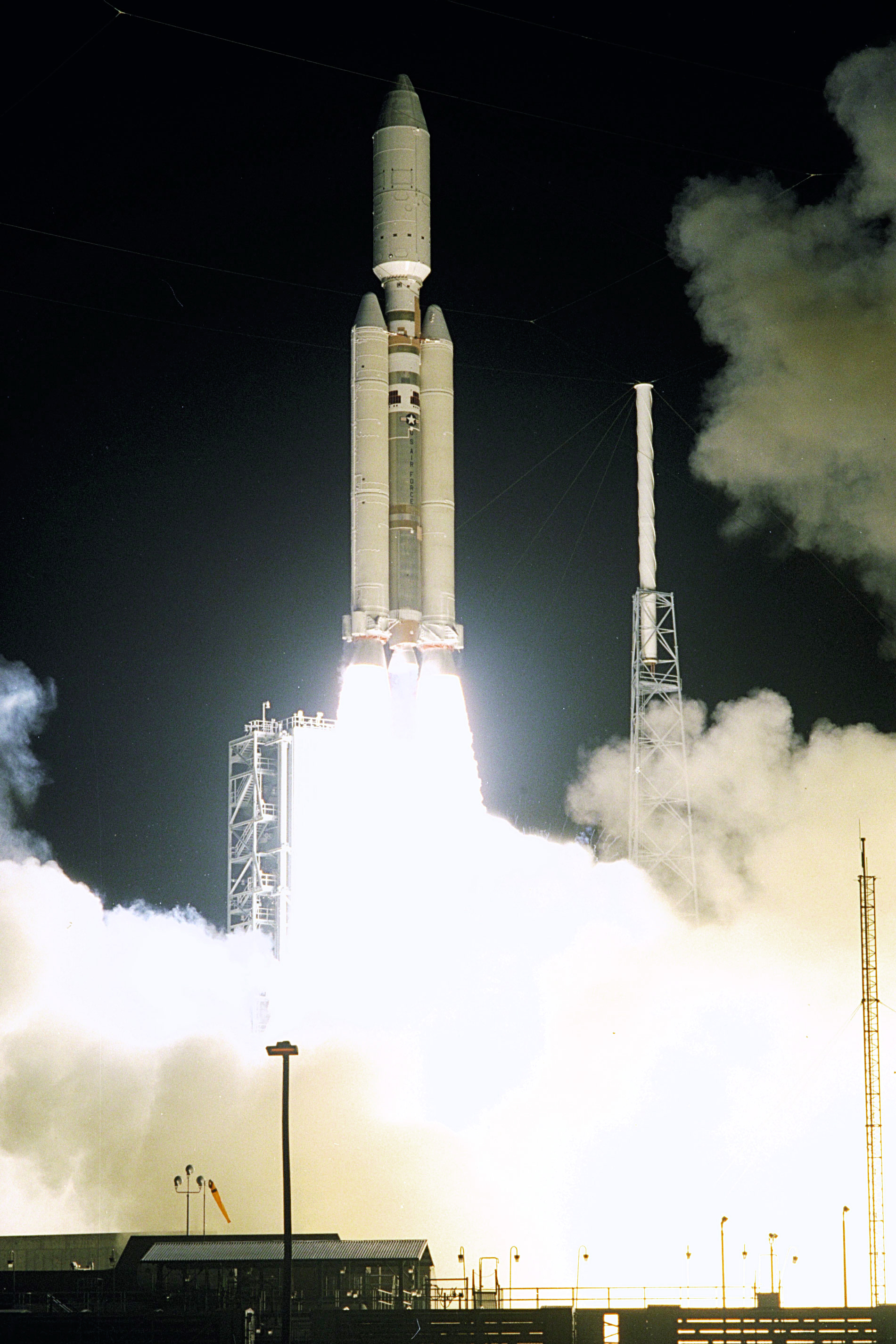
카시니-하위헌스의 발사

1997년 10월 케이프커내버럴 공군 기지에서 타이탄 IV로 발사되었다. 특이 사항으로는 카시니-하위헌스 호에 실려서 발사되었는데, 2005년 1월 카시니 호와 분리되어 토성에 착륙했다.

## 착륙

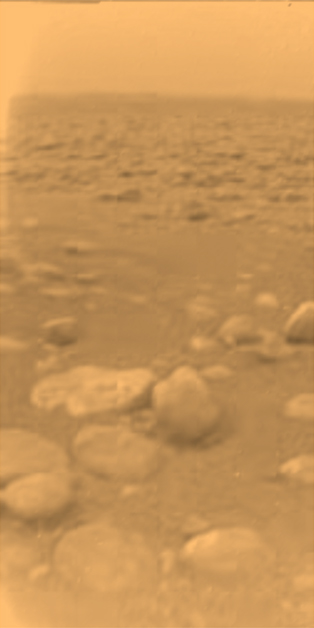
하위헌스가 보낸 첫 사진

2005년 1월 카시니 호에서 분리되어 대기권으로 진입할 때 낙하산으로 속도를 줄이면서 표면에 성공적으로 안착했다. 원래는 액체바다에 착륙하려고 하였으나, 원점을 이탈하여 착륙장소가 진흙이라는 연구 결과를 보내왔고, 착륙장소의 온도는 -177도, 기압은 1467.6 밀리바, 습도는 약 50%라는 연구 결과도 보냈다. 그 후 계속 주변 사진과 착륙장소, 대기 등의 연구 결과를 보내오다 약 90분 정도 데이터를 보낸 뒤 트랜스폰더 (통신장치)가 얼어 통신이 끊겼다.

## 지원, 개발, 투자
- NASA
- JPL
- ESA
- ISA
- CNES
- 아에로스파시알

## 같이 보기
- 타이탄 늪 탐사선
- 타이탄 토성계 임무
- 갈릴레오 탐사정